# Mama's Boys
Mama's Boys fue una banda de heavy metal proveniente de Irlanda del Norte. Estaba conformada por los tres hermanos McManus: Pat (guitarra), John (voz y bajo) y Tommy (percusión). Rick Chase ingresó como cuarto miembro de la agrupación más adelante, siendo reemplazado por Keith Murrell en 1987. Keith fue reemplazado por Mike Wilson en 1989. Pese a no ser una banda de amplio reconocimiento a nivel mundial, en su país natal son unos de los exponentes más importantes de la música rock en general, logrando participación en festivales de renombre, compartiendo escenario con agrupaciones como Iron Maiden.

## Músicos

### Originales
- Patrick Francis 'Pat' McManus – guitarra (1978–1993)
- John McManus – bajo, voz (1978–1993)
- Thomas 'Tommy' McManus – batería (1978–1993)
- Rick Chase - voz (1985-1986)
- Mickey Fenlon – voz(1986–1987)
- Keith Murrell – voz (1987–1989)
- Connor McKeon – voz (1989-1990)
- Mike Wilson – voz (1990–1992)
- Alan Williams – teclados (1989–1993)
- Jimmy DeGrasso – batería (1985–1986)

## Discografía

### Estudio
- Official Bootleg (1980)
- Plug It In (1982)
- Turn It Up (1983)
- Mama's Boys (1984)
- Power and Passion (1985)
- Growing Up the Hard Way (1987)
- Live Tonite (1991)
- Relativity (1992)

### Sencillos
- "Belfast City Blues" (1982)
- "In the Heat of the Night" (1982)
- "Needle in the Groove" (1982)
- "Too Little of You to Love" (1983)
- "Midnight Promises" (1984)
- "Mama Weer All Crazee Now" (1984)
- "Needle in the Groove" (1985)
- "Higher Ground" (1987)
- "Waiting for a Miracle" (1987)